# Lilly Singh
Pour les articles homonymes, voir Singh.
Lilly Singh, née le 26 septembre 1988, mieux connue par son pseudonyme IISuperwomanII, est une vidéaste, animatrice, humoriste et actrice canadienne. Depuis la création de sa chaîne YouTube en 2010, elle comptabilise plus de 2,5 milliards de vues sur ses vidéos et sa chaîne compte près de 14 millions d'abonnés.

## Jeunesse
Lilly est née à Scarborough, Ontario. Ses parents, Malwinder et Sukhwinder Singh, sont originaires du Penjab indien. Elle a été élevée dans la foi sikhe. Elle a une sœur aînée, Tina. Elle s'est décrite comme garçon manqué étant enfant. Singh a obtenu un bachelor's degree en psychologie de l'université York. Elle a souffert de dépression très tôt dans sa vie et a commencé à créer des vidéos sur YouTube pour l’aider à surmonter cette maladie.

## Carrière
Lilly Singh devient la première femme d'origine indienne à présenter un late show intitulé A little late with Lilly Singh sur YouTube chez NBC. Elle compte 14,9 millions de personnes abonnées à sa chaine YouTube. Elle a repris le créneau horaire occupé précédemment par Carson Daly, diffusé à 1h35 du matin (heure de New-York).
Joan Rivers avait été la seule femme à disposer de son talk show entre 1986 et 1988 sur la chaîne américaine Fox. Samantha Bee également disposait de son émission nommée Full Frontal lancée en 2016 sur une chaîne câblée.
Pour sa première, Lilly déclare au début de l'émission : « Salut, mon nom c'est Lilly et je ne suis pas un homme blanc », et « Ma peau est colorée et ce n'est pas de l'autobronzant. »
Durant cette première diffusion son invitée de marque est l'actrice d'origine indienne Mindy Kaling.

## Vie privée
En décembre 2015, Lilly décida de déménager à Los Angeles pour poursuivre sa carrière en tant que YouTubeuse et actrice. En février 2019, Lilly Singh a annoncé sur Twitter sa bisexualité,,.

## Filmographie
Sauf indication contraire, les informations mentionnées dans cette section peuvent être confirmées par la base de données cinématographiques IMDb,  présente dans la section « Liens externes ».

### Cinéma
- 2014 : Dr. Cabbie
- 2016 : Bad Moms : Cathy
- 2016 : L'Âge de glace : Les Lois de l'Univers (voix) : MistyBubbles
- 2018 : Fahrenheit 451 : Raven
- 2021 : Riverdance: The Animated Adventure (voix) : Penny
- 2022 : Les Bad Guys (voix) : Tiffany Fluffit
- 2024 : Hitpig (voix) : Pickles
- 2024 : Doin' It : Maya
- 2025 : Les Bad Guys 2 (voix) : Tiffany Fluffit

### Télévision

#### Séries télévisées
- 2016-2019 : Epic Rap Battles of History (2 épisodes) : Wonder Woman
- 2019-2021 : A Little Late with Lilly Singh (7 épisodes) : Présentatrice
- 2020 : Les Simpson (saison 31, épisode 17) (voix) : Kensey
- 2020 : Medical Police (1 épisode) : Baroness Von Eaglesburg
- 2020 : Sketchy Times with Lilly Singh : Elle-même
- 2021-2022 : Mira, détective royale (3 épisodes) : Anisha/Raji/Jaya
- 2022 : Dollface (7 épisodes) : Liv
- 2023 : Les Muppets Rock (10 épisodes) : Nora Singh
- 2023 : The Mindful Adventures of Unicorn Island (10 épisodes) : Lilly
- 2023-2025 : Battle of the Generations (8 épisodes) : Présentatrice
- 2025 : Paatal Lok (1 épisode) : Army Doctor

#### Téléfilms
- 2021 : Hot Mess Holiday : Lilly Singh

### En tant que productrice
- 2016 : A Trip to Unicorn Island
- 2019 : The Brown Bar
- 2019-2021 : A Little Late with Lilly Singh
- 2020 : Sketchy Times with Lilly Singh
- 2021 : Workplace Diversity Training Isn't Working
- 2023 : The Mindful Adventures of Unicorn Island
- 2023-2025 : Battle of the Generations
- 2024 : Doin' It

### En tant que scénariste
- 2019 : The Brown Bar
- 2020 : WE Celebrate: Class of 2020
- 2020 : Sketchy Times with Lilly Singh
- 2024 : Doin' It

## Discographie
- 2013 : Hipshaker (avec Jassi Sidhu)
- 2014 : #LEH (avec Humble The Poet)
- 2015 : IVIVI (avec Humble The Poet)